# Nakba
Nakba es un término árabe (النكبة) que significa "catástrofe" o "desastre" en dicho idioma, utilizado para designar al éxodo palestino (en árabe الهجرة الفلسطينية, al-Hijra al-Filasteeniya). Según la Agencia de las Naciones Unidas para los Refugiados Palestinos (UNRWA), son refugiados palestinos las "personas cuyo lugar de residencia habitual era el mandato británico de Palestina entre junio de 1946 y mayo de 1948 y que perdieron sus casas y medios de vida como consecuencia de la guerra árabe-israelí de 1948". Dicha definición también incluye a sus descendientes.
También denominada como la "catástrofe palestina", fue la destrucción de la sociedad y la patria palestina entre 1947 y 1948, y el desplazamiento permanente de la mayoría de los árabes palestinos. El término se utiliza para describir tanto los acontecimientos de 1948 como la actual ocupación de los palestinos en sus territorios ocupados (Cisjordania y la Franja de Gaza), así como su persecución y desplazamiento en los territorios palestinos y en los campos de refugiados palestinos presentes en la región.
Los acontecimientos fundacionales de la Nakba tuvieron lugar durante y poco después de la guerra de 1948, incluyendo la declaración sobre el 78% del mandato británico como Israel, la expulsión y huida de 700.000 palestinos, la despoblación y destrucción de más de 500 pueblos palestinos por las fuerzas armadas israelíes y el posterior borrado geográfico, la negación del derecho palestino al retorno, la creación de refugiados palestinos permanentes y la "desintegración de la sociedad palestina".La expulsión de los palestinos ha sido descrita desde entonces por algunos historiadores, como Benny Morris e Ilan Pappé, e investigadores de la Nakba, como Salman Abu Sitta, como una limpieza étnica.
Antes, durante y después de la guerra de 1947-1949 cientos de ciudades y pueblos palestinos fueron despoblados y destruidos. Los nombres geográficos de todo el país fueron borrados y sustituidos por nombres hebreos, a veces derivados de la nomenclatura histórica palestina, y otras veces nuevas invenciones. Numerosos lugares históricos no judíos fueron destruidos, no sólo durante las guerras, sino en un proceso posterior a lo largo de varias décadas. Por ejemplo, más del 80% de las mezquitas de los pueblos palestinos han sido destruidas y se han retirado objetos de museos y archivos.En Israel se promulgaron diversas leyes para legalizar la expropiación de tierras palestinas.
La expulsión por la fuerza o "desplazamiento obligatorio" de la población autóctona palestina ha visto también otros episodios, como el de la Naksa de 1967 con la guerra de los Seis Días, en la que muchos palestinos se vieron obligados al exilio, muchos de ellos por segunda vez. Israel niega toda responsabilidad respecto a los refugiados y la atribuye a los países árabes. La posición mayoritaria en el Estado de Israel respecto al retorno de los refugiados árabes y sus descendientes es que, de concretarse, la existencia de Israel como Estado judío y democrático, pilares fundamentales del sionismo, se vería seriamente comprometida desde el punto de vista demográfico, dado que la población árabe se convertiría en mayoritaria en Israel.
El día de la Nakba (en árabe: يوم النكبة yawm al-nakba) es el día en el que los palestinos conmemoran el inicio del éxodo (la creación del estado de Israel). Se celebra el 15 de mayo y es la fecha conmemorativa más importante del calendario palestino, siendo conmemorado con protestas y celebraciones también en otros lugares fuera de Palestina.
En 2023, el ataque liderado por Hamás contra Israel desencadenó una guerra en la cual los israelíes ordenaron la evacuación de más de un millón de palestinos hacia el sur de la Franja. Un documento interno del Ministerio de Inteligencia de Israel, reconocido por el primer ministro Benjamín Netanyahu, propuso incluso la evacuación permanente de la población de Gaza a la Península del Sinaí en Egipto, algo que muchos medios internacionales, y hasta políticos y un ministro israelíes, consideraron como una nueva Nakba, tanto en la Franja de Gaza como en Cisjordania.

## Contexto histórico
Al día siguiente de la Declaración de independencia del Estado de Israel en el territorio asignado por el Plan de la ONU para la partición de Palestina de 1947, los cinco estados árabes vecinos (Líbano, Siria, Jordania, Irak y Egipto), disconformes con dicho Plan, le declararon la guerra e invadieron al naciente Estado de Israel. Además aproximadamente entre 250.000 y 300.000 palestinos habían huido o habían sido expulsados antes de la Declaración de Independencia israelí en mayo de 1948, hecho que fue nombrado casus belli para la entrada de la Liga Árabe en el país, desencadenando la guerra árabe-israelí de 1948.
En la guerra intermitente que tuvo lugar durante los siguientes 15 meses (con varias treguas promovidas por la ONU), Israel conquistó un 26% adicional del antiguo mandato británico, mientras que Transjordania y Egipto ocuparon la parte restante destinada por la ONU al Estado árabe-palestino: Egipto ocupó Gaza y Transjordania se anexionó Cisjordania y Jerusalén Este, refundando el país con el nombre de Jordania.
Antes, durante y después de la guerra cientos de ciudades y pueblos palestinos fueron despoblados y destruidos. Los nombres geográficos de todo el país fueron borrados y sustituidos por nombres hebreos, a veces derivados de la nomenclatura histórica palestina, y otras veces nuevas invenciones. Numerosos lugares históricos no judíos fueron destruidos, no sólo durante las guerras, sino en un proceso posterior a lo largo de varias décadas. Por ejemplo, más del 80% de las mezquitas de los pueblos palestinos han sido destruidas y se han retirado objetos de museos y archivos.
En Israel se promulgaron diversas leyes para legalizar la expropiación de tierras palestinas.

## La Nakba

### Primera fase

Partición del Mandato británico de Palestina según la resolución 181 II de la Asamblea General de la ONU.

El 29 de noviembre de 1947, la Asamblea General de la ONU adopta la resolución 181 II, que establece la partición del Mandato británico de Palestina en dos estados, uno judío y otro árabe, dejando el área metropolitana de Jerusalén bajo mandato internacional como un corpus separatum. El estado judío supondría un 55% del territorio del Mandato, incluido el desierto del Néguev, y su población estaría formada por 500.000 judíos y 400.000 árabes palestinos. En ese momento, los judíos solo poseían el 7% de las tierras de Palestina. El estado árabe palestino tendría el 44% del territorio del Mandato y una minoría de unos 10 000 judíos. Los líderes árabes palestinos rechazan la resolución, mientras que los líderes judíos la aceptan. El liderazgo palestino proclama una huelga general como medida de protesta, mientras que la Haganá llama a todos los judíos entre 17 y 25 años a registrarse para el servicio militar.
Al día siguiente, el 30 de noviembre de 1947, un grupo de árabes armados emboscan un autobús en Kfar Sirkin y matan a cinco pasajeros judíos. Los motivos del ataque están más relacionados con intereses criminales que nacionalistas, pero se suele tomar como el comienzo de la Nakba. Ese mismo día, otro grupo ataca un autobús de camino a Hadera, mata a un pasajero judío y hiere a varios más.
El 13 de diciembre de 1947, un coche se detiene cerca de la Puerta de Damasco en Jerusalén y acribilla a tiros a la multitud, causando la muerte de veinte árabes palestinos. Dos semanas después, el Lehi ataca una cafetería en Lifta y mata a seis árabes palestinos. El 30 de diciembre, miembros del Irgún lanzan granadas a un grupo de trabajadores árabes palestinos en la refinería de petróleo de Haifa y causan la muerte de once de ellos. Enfurecidos, los trabajadores árabes se vengan matando a treinta y nueve trabajadores judíos de la misma refinería, resultando también muertos seis trabajadores árabes palestinos.

El 1 de enero de 1948, miembros de la Haganá atacan la cercana aldea de Balad al-Shayj y matan a varias docenas de civiles árabes palestinos, incluidos mujeres y niños. Cuatro días después, el 5 de enero de 1948, la Haganá coloca una bomba en el Hotel Semiramis del barrio jerosolimitano de Qatamon, matando a 26 civiles, incluido el cónsul español en Jerusalén. El ataque causa el pánico entre la población civil árabe palestina, que comienza a abandonar el barrio en dirección a zonas más seguras. Poco después, el 7 de enero, miembros del Irgún lanzan bombas en la Puerta de Jaffa de Jerusalén y dejan un saldo de 25 civiles árabes muertos. También en la primera semana de enero, miembros del Lehi con uniforme británico detonan un camión bomba en Jaffa y matan a 28 árabes palestinos. 

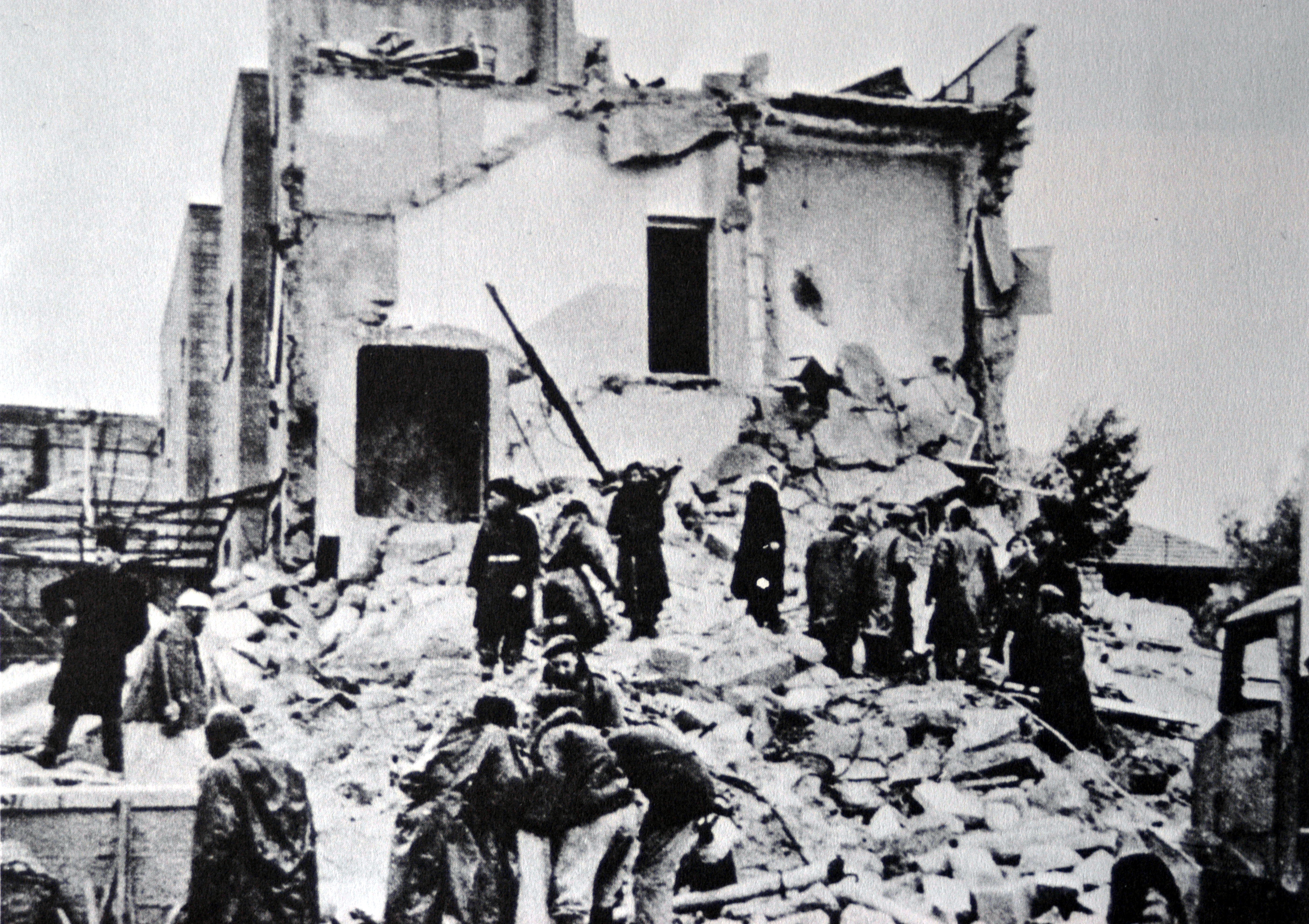
El hotel Semíramis de Jerusalén tras el atentado de la Haganá en enero de 1948.

El 8 de enero de 1948, el primer contingente de 330 voluntarios del Ejército Árabe de Liberación llega al norte de Palestina. Al día siguiente el kibutz Kfar Szold es atacado por una fuerza proveniente de Siria en represalia por el letal ataque del Palmaj contra la cercana aldea de Khisas. Nuevos ataques de la Haganá se suceden contra barrios árabes palestinos de Jerusalén como Sheikh Badr, Lifta y Romena. A mediados de enero, los ataques de los diversos grupos judíos han empujado a una quinta parte de la población de Jaffa (unas 15.000 personas) a huir a otros lugares. A finales de enero, se calcula que unos 20.000 árabes palestinos habían abandonado sus hogares en Haifa. Los habitantes de muchas aldeas palestinas cercanas a zonas judías de Jerusalén también huyeron. En la segunda quincena de enero tuvieron lugar combates en Gush Etzion, un asentamiento judío al sur de Jerusalén; una fuerza de 35 hombres del Palmaj fue enviada para ayudar a los defensores y fue completamente aniquilada por irregulares árabes palestinos. El 31 de enero, David Ben Gurion ordena a la Haganá que asiente a los refugiados judíos de la zona de Shimon haTsadik en las casas abandonadas por los ataques previos en los barrios árabes de Jerusalén. La Haganá ataca la aldea de Salama, a las afueras de Jaffa; cientos de voluntarios del EAL se adentran desde Siria, Líbano y Transjordania.

Niños palestinos en una escuela improvisada durante la Nakba (1948).

El 1 de febrero de 1948, un grupo de palestinos y de desertores del ejército británico lanzan bombas contra la sede del diario judío Palestine Post que matan a veinte civiles judíos. El 15 de febrero, unidades del Palmaj atacan la aldea árabe palestina de Sasa, al norte de la Galilea, matan a 60 aldeanos y destruyen 20 viviendas. También en febrero, un ataque de voluntarios del EAL sobre un asentamiento judío cerca de Beisan es repelido con un gran número de bajas entre los atacantes. El Palmaj vuela las casas árabes de Cesarea y expulsa a los habitantes árabes de esta ciudad. En Jaffa, fuerzas judías dinamitan casas con sus habitantes todavía dentro.
En marzo, una serie de coches bomba causan numerosas víctimas entre los habitantes de Haifa, tanto árabes como judíos. El 27 de marzo, cientos de aldeanos armados y voluntarios del EAL atacan un convoy de suministros judío cerca de la aldea de Kabri; mueren 49 judíos y seis árabes palestinos. Otros ataques similares contra convoyes judíos acabaron con la vida de 17 soldados judíos cerca de Hulda y de otros nueve cerca de Nebi Daniel.
En abril, las fuerzas judías lanzan la Operación Najshon para aliviar el asedio de la parte judía de Jerusalén, toman la aldea de al-Qastal, expulsan a sus habitantes y dinamitan sus casas. El 8 de abril muere Abdelkader al-Husayni, comandante del Ejército de la Santa Yihad, una fuerza paramilitar árabe palestina. Su muerte, casual, supone un golpe devastador para la moral de la comunidad árabe palestina. Al día siguiente, el 9 de abril, unos 120 hombres del Irgún y el Lehi perpetran la masacre de Deir Yassin. El recuento de víctimas se fija en 107 aldeanos muertos, entre los que se cuentan multitud de mujeres, ancianos y niños. A los prisioneros se les muestra en camiones por el centro de Jerusalén. Las noticias de la masacre desatan el pánico aún más entre la población civil árabe palestina y provocan su huida en masa.

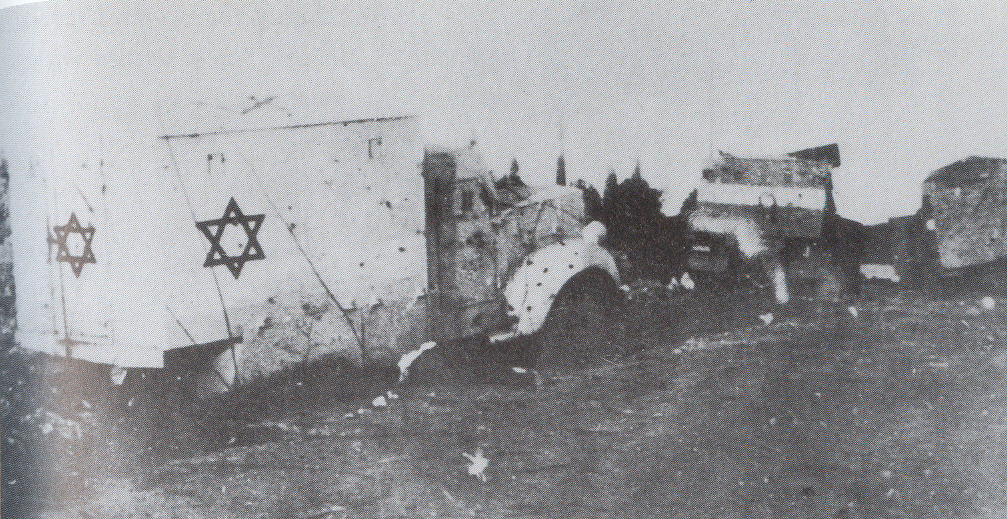
Vehículos del convoy Hadassah después del ataque (13 de abril de 1948).

Poco después, las fuerzas del EAL atacan infructuosamente el kibutz Mishmak haEmek y, tras su derrota, la Haganá ocupa varias aldeas árabes cercanas, expulsando o haciendo huir a sus habitantes hacia Yenín y demoliendo por completo todas sus casas. El 12 de abril, fuerzas del Palmaj toman Qaluniya, cerca de Qastel. Un batallón de la brigada Golani ataca la aldea de Khirbet Nasser ed-Din, al suroeste de Tiberíades, masacrando a otros 22 aldeanos y expandiendo el pánico entre la población árabe de la zona. Al día siguiente, 13 de abril de 1948, un grupo de guerrilleros árabes palestinos emboscan un convoy de camiones, ambulancias, autobuses y vehículos acorazados que se dirigen al enclave judío del Monte Scopus. Mueren 78 profesores, alumnos, enfermeras, doctores y soldados de la Haganá que los escoltaban. Unos días después, el 18 de abril, las fuerzas judías conquistan Tiberíades. Sus 5.000 habitantes árabes palestinos huyen presos del pánico tras la noticia de la masacre de Khirbet Nasser ed-Din. Las fuerzas de la Haganá saquean los barrios árabes. El 22 de abril, miles de palestinos huyen de sus hogares en Haifa bajo el fuego de mortero de la Haganá; muchos se dirigen al puerto para coger un barco hacia Beirut o Acre. En el caos resultante, algunos barcos atestados de gente se hunden. Tres días después, el 25 de abril, miembros del Irgún atacan Manshiyeh, en Jaffa, mientras que fuerzas de la Haganá bombardean con proyectiles de mortero y capturan las aldeas circundantes. Los refugiados árabes palestinos huyen hacia Gaza, al sur.

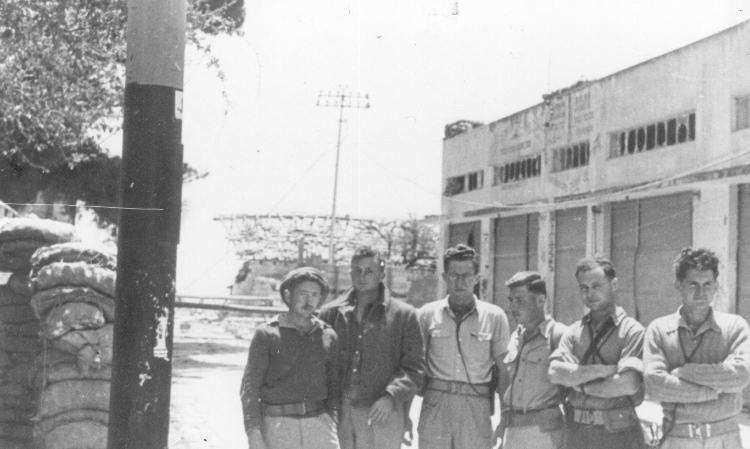
Miembros de la Brigada Yiftah tras la toma de Safad (10 de mayo de 1948)

El 10 de mayo, las tropas judías toman Safad y expulsan a sus miles de habitantes árabes palestinos, vaciando los barrios árabes de la ciudad. Aviones Piper Cub bombardean los uadis cercanos para aceleran el éxodo. Al día siguiente, la Brigada Guivati ataca Beit Daras, cuyos habitantes huyen a la cercana Isdud. El 13 de mayo, tropas de la Legión Árabe e irregulares palestinos masacran a los supervivientes judíos tras el ataque al kibutz Kfar Etzion en lo que afirman que es una venganza por la masacre de Deir Yassin. Jaffa cae al día siguiente, 14 de mayo, cuando fuerzas de la Haganá se adentran en la ciudad; ya solo quedan entre 3.000 y 4.000 habitantes árabes palestinos. En Beisan, todos los árabes son expulsados de sus hogares y enviados a Nazaret o más allá del río Jordán. Cuando las tropas judías entran en Acre, solo unos 3.000 de sus 13.400 habitantes han permanecido en la ciudad. Muchos más huyen tras la conquista.
A mediados de mayo, entre 250.000 y 300.000 palestinos ya han sido expulsados o han huido de sus hogares.

### Segunda fase

Ataques árabes 15 de mayo-10 de junio de 1948.

La segunda fase de la Nakba comienza con la declaración de independencia de Israel, proclamada por David Ben Gurion el 14 de mayo de 1948. Al día siguiente, el Alto Comisionado Cunningham abandona Haifa en una lancha de la marina británica, lo que señala el fin del Mandato británico de Palestina. Ejércitos expedicionarios de cuatro países árabes (Egipto, Transjordania, Siria e Irak) comienzan a adentrarse en el antiguo Mandato de una manera “caótica en su concepción y ejecución”. El 19 de mayo de 1948, fuerzas de la Legión Árabe jordana llegan a Jerusalén, destruyen dos de las sinagogas de la Ciudad Vieja y consiguen la rendición de las fuerzas judías en la zona. Entre el 15 de mayo y el 15 de junio de 1948, la brigada Alexandroni expulsa a los habitantes árabes palestinos de más de 60 aldeas y pueblos de la llanura litoral entre Haifa y Tel Aviv. El 22 de mayo, más de setenta aldeanos árabes palestinos mueren en la toma de Tantura por parte de las fuerzas judías, que sufren catorce bajas en el ataque. Algunos testigos hablan de la ejecución sumaria de más de doscientos aldeanos.
El 10 de junio de 1948 entra en vigor un alto el fuego de cuatro semanas patrocinado por la ONU. A finales de junio tiene lugar el incidente del Altalena, que generó la unificación de Haganá, Palmaj, Irgún y Lehi en las Fuerzas de Defensa de Israel.

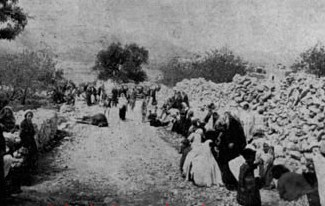
Refugiados de Lydda y Ramla.

El 12 de julio, en el marco de la Operación Dani, el ejército israelí toma las ciudades de Lydda (Lod) y Ramle (Ramla) y expulsa de ellas a sus más de 50.000 habitantes. Isaac Rabin firma la orden de expulsión. Los habitantes de Ramle fueron expulsados en autobuses, mientras que los de Lydda fueron obligados a caminar hasta las líneas árabes bajo el sol de julio, lo que causó un número indeterminado de muertos civiles. Durante la captura de Lydda, los soldados de la brigada Yiftah matan a unos 250 árabes palestinos que se habían refugiado en una mezquita. Tres días después, el 15 de julio, las fuerzas israelíes toman Saffuriyah tras bombardear la ciudad con dos aviones y crear el pánico entre sus habitantes. En Aylut, las tropas israelíes ejecutan a 16 jóvenes aldeanos en los olivares cercanos y dinamitan las casas en las que encuentran armas. Al día siguiente cae Nazaret, aunque sus habitantes no son expulsados posiblemente porque Ben Gurion temía la reacción del mundo cristiano ante tal eventualidad. El 17 de septiembre, ante la estupefacción de la comunidad internacional, el Lehi asesina en Jerusalén al Conde Folke Bernadotte, mediador de las Naciones Unidas.
Unos 100.000 palestinos se convirtieron en refugiados durante esta segunda fase de la Nakba.

### Tercera fase

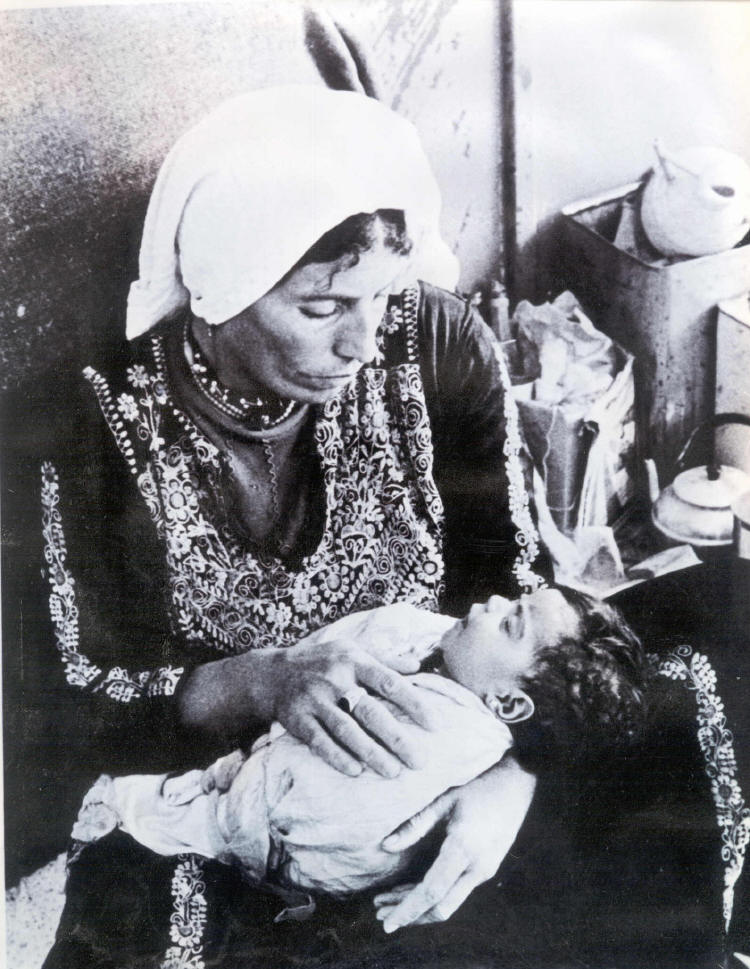
Madre palestina con su hijo durante la Nakba (1948).

Entre octubre de 1948 y enero de 1949, el ejército israelí expulsó a las fuerzas egipcias de Isdud y Majdal y amplió el territorio bajo su control en la Galilea. En el sur, los civiles árabes palestinos huyen junto con las tropas egipcias en retirada. El 21 de octubre, el ejército israelí captura Beerseba y expulsa a sus ciudadanos árabes palestinos hacia la Franja de Gaza. Los refugiados que intentaron volver en noviembre son detenidos y expulsados de nuevo. El 29 de octubre, fuerzas israelíes asesinan a entre ochenta y cien civiles árabes palestinos en la masacre de al-Dawayima. Entre las víctimas se cuentan numerosas mujeres y niños. Esta matanza acelera aún más si cabe el éxodo de la población civil árabe palestina. Entre el 29 y el 31 de octubre, el ejército israelí lleva a cabo la Operación Hiram, que le proporciona nuevas conquistas en la Galilea oriental, una zona otorgada al Estado árabe según la partición de las Naciones Unidas. En Huleh, los soldados israelíes matan a docenas de hombres. Nuevas atrocidades en Eilabun, Safsaf y Jish precipitan el éxodo de otros 30.000 palestinos, en su mayoría hacia el Líbano.
El 11 de diciembre de 1948, la Asamblea General de las Naciones Unidas aprueba su Resolución 194, que hace del retorno de los refugiados un prerrequisito para la consecución de un acuerdo de paz y exige que se pague una compensación a aquellos que opten por no ejercer su derecho de retorno. En enero de 1949, los 355 habitantes árabes palestinos de Majd al-Krum son subidos a camiones del ejército israelí y llevados a la región del Uadi Ara, bajo control iraquí en ese momento. Otros miles de habitantes de la Galilea son expulsados en la zona de Yenín. Las tribus beduinas catalogadas de “hostiles” son expulsadas a Egipto y Transjordania.

### Consecuencias
A continuación se muestra el resultado en cifras de la Nakba:
- El número total de muertos árabes palestinos se calcula en torno a las 13 000 personas.[64]
- Entre 700.000 y 750.000 árabes palestinos huyeron o fueron expulsados de sus hogares, convirtiéndose en refugiados.[65] La mayoría de ellos se asentaron en campamentos improvisados en Cisjordania (ocupada por Transjordania), la Franja de Gaza (ocupada por Egipto), Siria y el Líbano, con muchos otros terminando en Egipto o Irak.[66] En mayo de 1950 nace la Agencia de las Naciones Unidas para los Refugiados de Palestina en Oriente Próximo (UNRWA) para atender las necesidades de estos refugiados palestinos.[66] Ya en julio de 1948, Israel hizo pública su postura oficial de rechazo al retorno de los refugiados.[67]
- Las órdenes de expulsión se aplicaron en un total de 225 localidades.[65] Unas 350 o 400 localidades fueron despobladas, la mayoría de ellas destruidas o reocupadas por inmigrantes judíos;[68] tan solo en el primer año de existencia de Israel, unos 120.000 nuevos inmigrantes judíos se acomodaron en casas abandonadas por árabes palestinos.[69] Otras fueron deliberadamente convertidas en bosques.[70] Las 26 localidades árabes palestinas del subdistrito de Jaffa fueron despobladas o destruidas.[54] En Acre y Jaffa, toda la población árabe palestina restante fue reubicada por el ejército en un barrio concreto de las ciudades.[54] También fueron expulsados los habitantes de treinta y ocho de las cuarenta localidades árabes palestinas del subdistrito de Jerusalén que quedó del lado israelí de la frontera.[71] En la zona de Tiberíades, 25 de las 27 localidades árabes palestinas fueron arrasadas.[70] La población árabe palestina de Haifa pasó de 70.000 a 3.500 habitantes.[71]

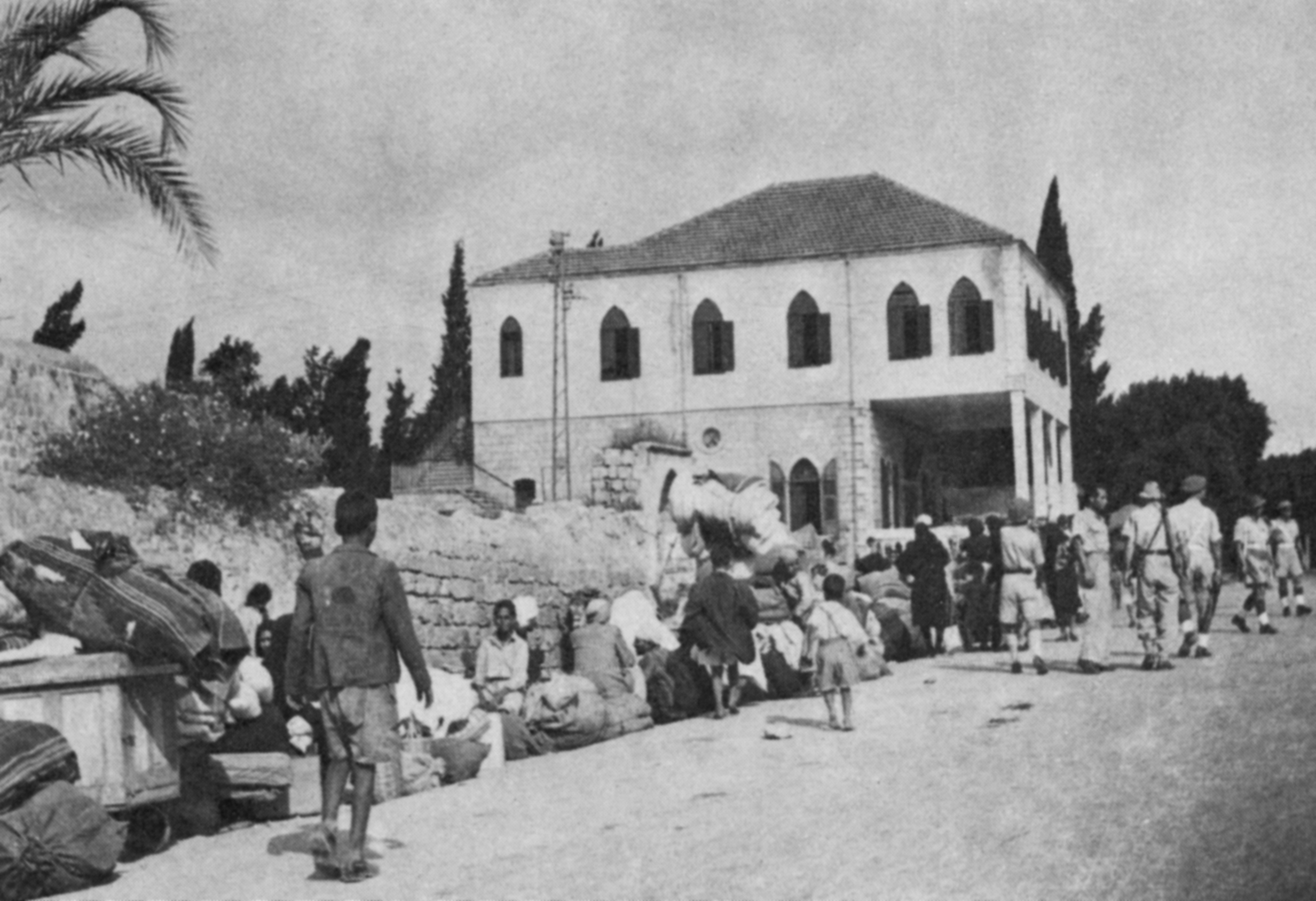
Palestinos expulsados de Ramla (12 de julio de 1948).

- Palestinos expulsados de Ramla (12 de julio de 1948).Cinco de las once ciudades árabes que acabaron bajo control israelí quedaron vacías de habitantes árabes palestinos: Safed, Majdal, Beisan, Tiberíades y Beerseba. En otras cinco (Jaffa, Haifa, Lydda, Ramle y Acre) sus habitantes árabes palestinos fueron expulsados o huyeron casi por completo.[72] Tan solo Nazaret se mantuvo como una localidad enteramente árabe palestina.[73]
- Unos 156.000 árabes palestinos quedaron dentro del Estado de Israel de acuerdo con las líneas de armisticio de 1949.[68] De estos, unos 75.000 fueron catalogados de “presentes ausentes” y desposeídos de sus hogares y bienes.[68] Estos nuevos ciudadanos de Israel vivieron sometidos a la ley marcial hasta 1966.[74]
- Unos 20.000 árabes palestinos consiguieron volver a sus hogares tras la conclusión de la guerra, catalogados como “infiltrados” por el Estado de Israel.[75] Varios miles más murieron en el intento.[62]
- Por otro lado, el proceso de expulsión de los habitantes árabes palestinos de Israel continuó esporádicamente mucho después de la firma de los acuerdos de armisticio.[63] En 1950, los aproximadamente 1600 habitantes de Majdal fueron expulsados a la Franja de Gaza, y su localidad pasó a formar parte de Ascalón.[63]
- Numerosas localidades árabes palestinas fueron renombradas con nuevos topónimos hebreos. Los barrios jerosolimitanos de Qatamon y Talbiyeh fueron rebautizados como Gonem y Kommemiut, aunque a la larga mantuvieron su nombre tradicional.[71] Sheikh Badr fue rebautizada como Givat Ram y Deir Yassin se denominó Givat Shaul.[71] Otros nombres árabes fueron hebraizados, como los de Saffuriya (que pasó a ser Tzipori), Suba (Sova), Beit Dajan (Bet Dagan), al-Zib (kibutz Gesher HaZiv), Ain Karim (Ein Kerem), Ain Hawd (Ein Hod), S’as’a (kibutz Sasa), Lubya (Lavi), Nuris (Nurit) o Salama (Kfar Shalem).[76]

## El problema de los refugiados

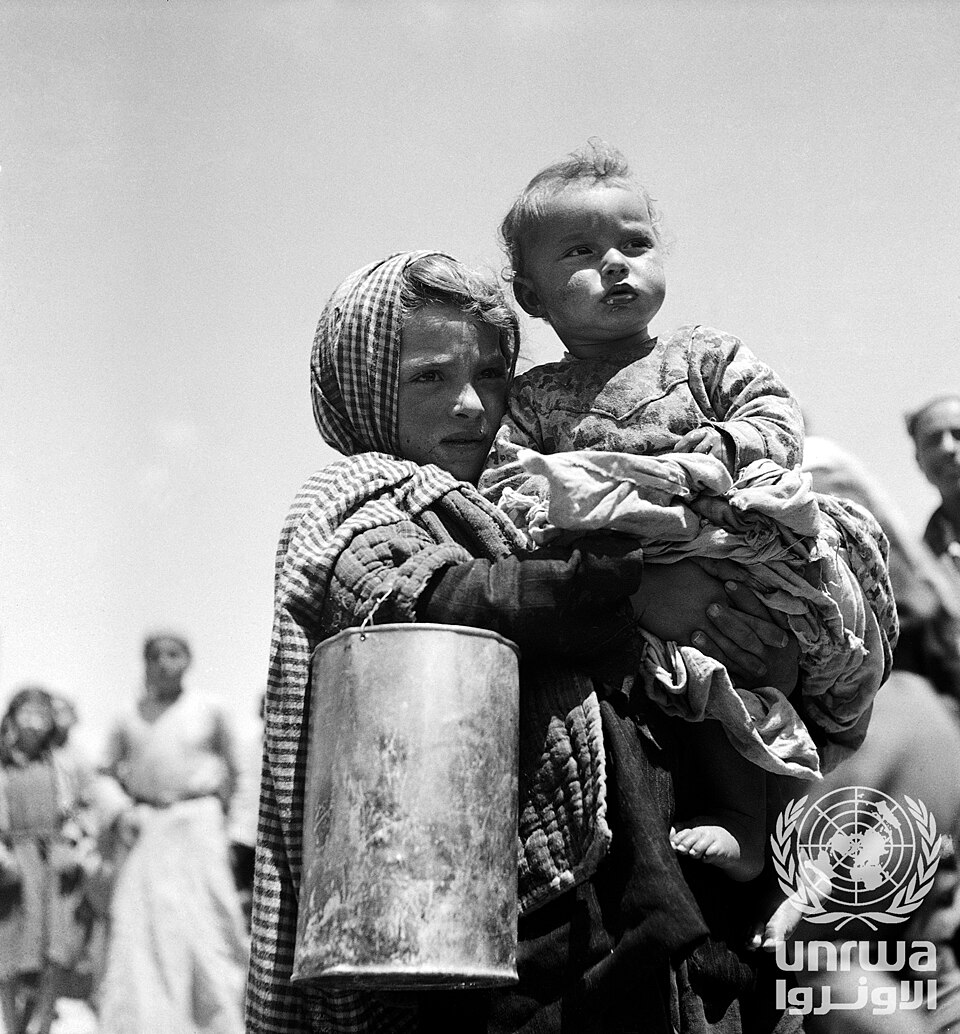
Niños refugiados palestinos esperan una ración de comida durante la Nakba.

La guerra provocó miles de desplazados en ambos sentidos[cita requerida]: árabes de la zona israelí fueron obligados a desplazarse a las vecinas Gaza y Cisjordania, y también a otros países árabes más alejados, dando origen al problema de los refugiados palestinos, que todavía hoy perdura. En la zona israelí quedaron 100.000 árabes, que adquirieron la nacionalidad israelí y que, en general, gozaron de los derechos plenos de ciudadanía a partir de 1950, incluyendo su incorporación al ejército en el caso de los drusos. Según la historiografía tradicional israelí, la salida de los árabes de su tierra se debió a que la dirigencia árabe instigó a la población árabe en Palestina a abandonar sus hogares para garantizar a las tropas árabes mayor libertad de movimiento. Sin embargo, las fuentes propalestinas, y, sobre todo, algunos de los llamados nuevos historiadores israelíes, han cuestionado este aspecto que, en cualquier caso, continúa siendo un tema controvertido.

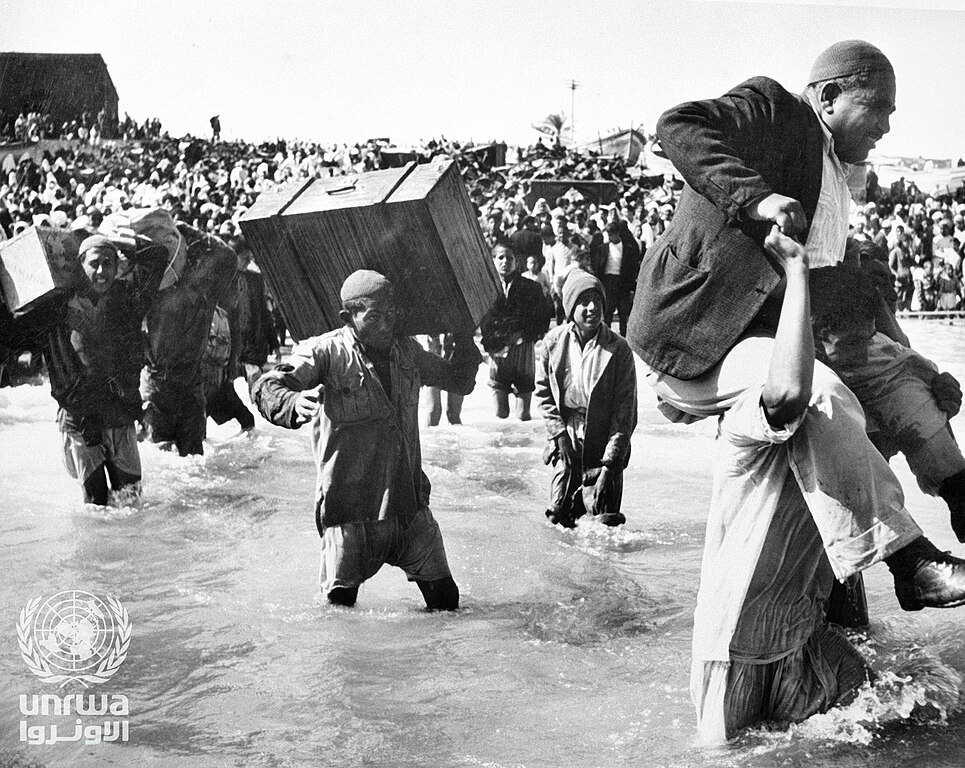
Refugiados palestinos en el campamento de Shati, tratando de embarcarse hacia el Líbano o Egipto

La UNRWA conjuntamente con una Comisión Técnica designada a tal efecto, presentaron ante La Asamblea General de la ONU, un informe, estimando la cifra en aproximadamente 711.000 árabes. Dicho informe deja constancia que estas cifras corresponden a las tarjetas de racionamiento otorgadas por cuestiones humanitarias. Los que se vieron afectados antes o durante la guerra árabe-israelí de 1948 de la parte de Palestina que llegaría a ser el Estado de Israel hacia otras partes de Palestina o a países vecinos, pasando a ser refugiados y desplazados. Las estimaciones israelíes son de 520.000 refugiados,[cita requerida] en tanto que las fuentes palestinas hablan de 900.000. La Resolución 194 de la Asamblea General de la ONU del 11 de diciembre de 1948 sería la primera en mencionar la necesidad de llegar a un acuerdo equitativo y justo para retorno o compensaciones de los refugiados, sin especificar su origen étnico. Estableciendo como parámetros aquellos que se vieron perjudicados directamente, no siendo abarcativo a sus descendientes. En la actualidad, debido a que la ONU considera refugiados a los descendientes de los refugiados de 1948, su número se ha incrementado hasta llegar a los 4 millones. El éxodo palestino marca el inicio del problema de los refugiados palestinos, uno de los principales contenciosos del conflicto árabe-israelí.
Sólo un tercio de esos 700.000 (100.000 en Líbano, 60.000 en Siria, 70.000 en Transjordania, 7.000 en Egipto y 4.000 en Irak) son en rigor «refugiados» según la ONU. Los 190.000 palestinos que se instalaron en la Franja de Gaza y los 280.000 que lo hicieron en Cisjordania son, según la terminología de la ONU, «desplazados» dentro del propio país. Sin que ello vaya en detrimento del desastre humano, a veces se ha reseñado como dato relevante para comprender su verdadero alcance, que tanto los refugiados como los desplazados permanecerán en el mismo dominio lingüístico, religioso y sociocultural.[cita requerida]

## La visión tradicional israelí
La visión tradicional es la que tiene lugar en los primeros años tras la guerra de 1948, mayoritariamente durante los años cincuenta, sesenta y setenta. Esta visión considera que el éxodo árabe tuvo lugar como consecuencia de las reiteradas demandas por parte de los líderes árabes, dirigidas a la población árabe en Palestina, a que abandonaran Palestina para no sufrir las consecuencias de la guerra que los países árabes iban a infligir a los judíos. En este sentido, los árabes palestinos habrían dejado su tierra huyendo de estas futuras consecuencias. Citan estas fuentes también el maltrato por parte de los soldados árabes a sus correligionarios palestinos.

### Las llamadas al éxodo por parte de los líderes árabes
Los líderes árabes, dentro y fuera del entonces Mandato Palestino, pidieron u ordenaron a los árabes palestinos que se marcharan de los territorios controlados por los judíos para posteriormente invadir el Estado de Israel el 15 de mayo de 1948 y allanar el camino para la invasión de los países árabes[cita requerida]. Los líderes árabes montaron una campaña sosteniendo que los judíos realizaban expulsiones sistemáticas desde los primeros días de la guerra.
Son ejemplos de las llamadas de líderes árabes hacia los árabes palestinos incitándoles a que abandonaran Palestina la del Comité Árabe Súpremo, máxima autoridad palestina del momento. El 8 de marzo de 1948 éste ordenó a las mujeres, niños y ancianos de varias partes de Jerusalén que abandonasen sus casas. Otro ejemplo son las declaraciones recogidas en el periódico palestino-jordano Filastin del 19 de enero de 1949, respectivamente: 

(...) Cualquier oposición a esta orden (...) es un obstáculo a la guerra santa (...) y obstaculizará las operaciones de los combatientes en esos distritos.
Middle Eastern Studies, (enero de 1986).

Los estados árabes alentaron a los árabes de Palestina a irse de sus casas temporalmente a fin de no estorbar a los ejércitos invasores árabes.:

El primer ministro iraquí Nuri Said también hizo declaraciones que pudieron incitar a los árabes a abandonar sus tierras:

(...) aplastaremos al país con nuestros cañones y barreremos todos los sitios en que los judíos busquen refugio. Los árabes deben llevar a sus mujeres y sus hijos a áreas seguras hasta que el combate haya terminado
Myron Kaufman, The Coming Destruction of Israel, (NY: The Anerican Library Inc., 1970), pp. 26-27.

Otros líderes árabes han argumentado a posteriori que una de las causas del éxodo fueron las declaraciones de estos. El secretario de la Oficina de la Liga Árabe en Londres, Edward Atiyah, escribió en su libro, The Arabs que el éxodo se debió en parte a la creencia de los árabes, alentada por la jactanciosa y poco realista prensa árabe y las irresponsables declaraciones de algunos líderes árabes, de que podía ser sólo un asunto de semanas antes de que los judíos fueran derrotados por los ejércitos de los estados árabes y los árabes palestinos pudieran reingresar y retomar posesión de su país.
En sus memorias, Haled Al Azm, el primer ministro sirio durante 1948-49, también reconoció el papel de los árabes en persuadir a los refugiados a irse indicando que "desde 1948 se ha exigido el regreso de los refugiados a sus hogares. Pero nosotros mismos fuimos los primeros en alentarlos a irse. Sólo unos pocos meses mediaron entre nuestra llamada a que se fueran y nuestra petición a las Naciones Unidas de que resolviera su regreso. El rey Abdula de Jordania, en sus memorias, culpaba a los líderes palestinos del problema de los refugiados, estableciendo que la tragedia de los refugiados palestinos fue que la mayoría de sus líderes les paralizaron en el exterior con falsas e infundadas promesas de que no estaban solos.
The Economist, reportaba el 2 de octubre de 1948 que:

De los 62.000 árabes que antes vivían en Haifa no quedan más de 5.000 o 6.000. Varios factores influyeron en su decisión de buscar seguridad en la fuga. Muy poca duda cabe de que los factores más poderosos fueron los anuncios que hizo por radio el Supremo Ejecutivo Árabe, instando a los árabes a irse (…) Se insinuaba claramente que los árabes que permanecieran en Haifa y aceptaran la protección de los judíos serían considerados como traidores
The Economist, 2 de octubre de 1948.

### La voluntad de convivencia por parte de los líderes judíos

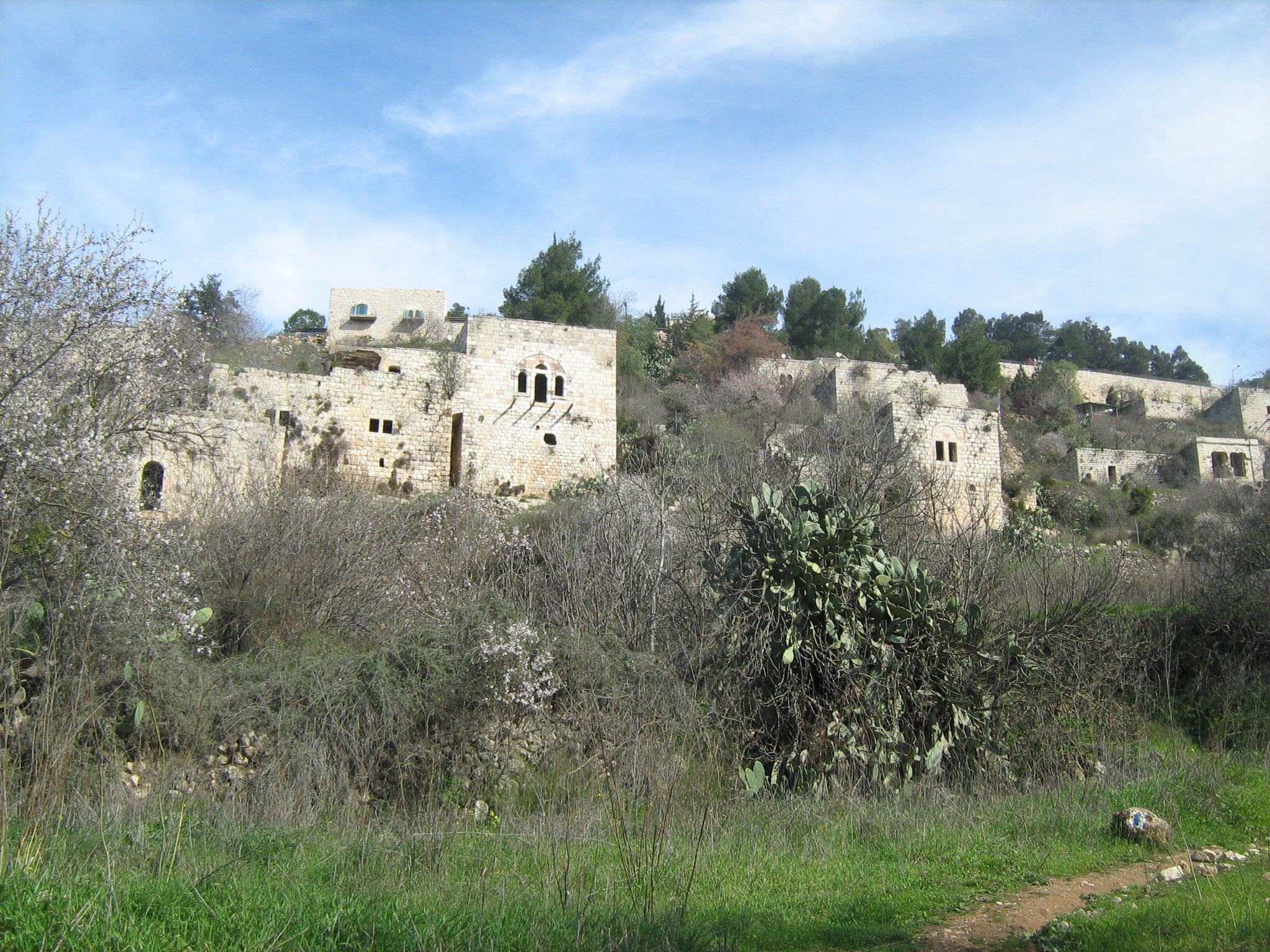
Pueblo despoblado de Lifta, cerca de Jerusalén.

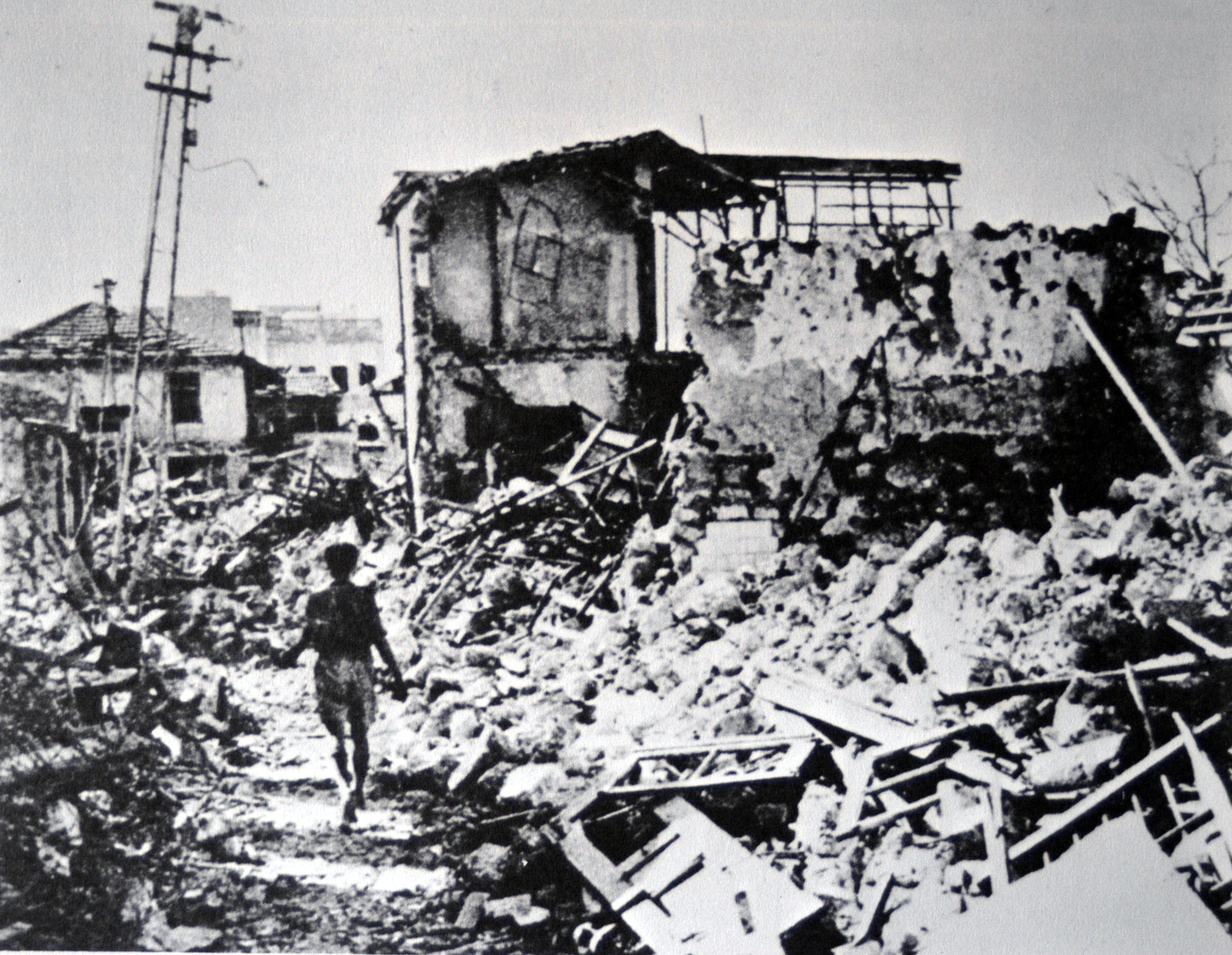
Barrio de Manshiyeh, en Jaffa, después del asalto judío.

Los autores que proponen esta visión de los hechos consideran además que hubo, por parte de los líderes judíos, una clara voluntad de convivencia pacífica de ambas comunidades. La Asamblea de Judíos de Palestina hizo un llamamiento el 2 de octubre de 1947 indicando que harían todo lo que estuviera en su poder para mantener la paz, y establecer una beneficiosa cooperación para judíos y árabes, incitando a las naciones árabes a unir sus fuerzas con los judíos y el futuro Estado judío y trabajar hombro con hombro por el bien común, por la paz y el progreso de iguales soberanías.
El 30 de noviembre, al día siguiente de que la ONU aprobara la partición, la Agencia Judía anunció que el tema fundamental detrás de las celebraciones espontáneas que tenían lugar en ese momento expresaban el deseo de la comunidad judía de buscar la paz y su determinación de lograr una fructífera cooperación con los árabes.
La proclamación de la Independencia de Israel, emitida el 14 de mayo de 1948, también invitaba a los palestinos a permanecer en sus hogares y a convertirse en ciudadanos iguales en el nuevo Estado:

En medio de una inexcusable agresión, llamamos no obstante a los habitantes árabes del Estado de Israel a preservar los medios de paz y desempeñar su papel en el desarrollo del estado, sobre las bases de plena e igual ciudadanía y debida representación en todos sus cuerpos e instituciones... Extendemos nuestra mano en paz y buena vecindad a todos los estados vecinos y a sus
pueblos, y les invitamos a cooperar con la nación judía independiente por el bien común de todos.
Fuente: http://www.jewishvirtuallibrary.org

### El rechazo de la partición como causa del problema de los refugiados
Estos autores consideran que el problema del éxodo palestino fue la consecuencia del rechazo por parte árabe de la partición. En este sentido señalan que los primeros en irse fueron aproximadamente 30.000 árabes ricos que previeron la inminencia de una guerra y huyeron hacia los países árabes vecinos para esperar su fin. Los árabes de menos recursos de las ciudades mixtas de Palestina se mudaron a pueblos totalmente árabes para quedarse con parientes y amigos.
El 23 de abril de 1948, la Haganá tomó Haifa. Un informe de la policía británica de Haifa, fechado el 26 de abril, explicaba que «los judíos hicieron todo esfuerzo posible para persuadir a la población árabe de que se quedara y siguiera llevando su vida normal, de que abriera sus tiendas y negocios y de que sus vidas e intereses estarían a salvo».

### La invasión árabe como causa del éxodo
En esta ocasión, se argumenta que la invasión árabe, así como la rápida victoria judía provocó el miedo y posterior éxodo. Así pues, según el conflicto se extendía a áreas que previamente habían estado tranquilas, los árabes comenzaron a ver la posibilidad de la derrota. Cuando la posibilidad se convirtió en realidad, la fuga de los árabes aumentó, más de 300.000 salieron después del 15 de mayo, quedándose aproximadamente 160.000 árabes en el Estado de Israel.
En otra ocasión, un líder del Comité Nacional Árabe en Haifa, Hajj Nimer el-Jatib, dijo que los soldados árabes en Jaffa maltrataron a los residentes: 

Robaban a los individuos y las casas. La vida era de poco valor, y el honor de las mujeres era ultrajado. Este estado de cosas llevó a muchos residentes [árabes] a salir de la ciudad bajo la protección de los tanques británicos
Avneri (1984), p.270

A principios de abril, unos 25.000 árabes había salido del área de Haifa tras una ofensiva por las fuerzas irregulares dirigidas por Fawzi al-Qawukji, y los rumores de que las fuerzas aéreas árabes no tardarían en bombardear las áreas judías en torno al Monte Carmelo.

### Visión sobre las masacres judías a inocentes
Consideran estas fuentes que los autores revisionistas han exagerado masacres por parte judía como la de Deir Yassin. En este sentido, contrariamente a las historias revisionistas que dicen que el pueblo de Deir Yassin estaba lleno de pacíficos inocentes, los vecinos y las tropas extranjeras abrieron fuego contra los atacantes. Uno de los combatientes describió su experiencia:

Mi unidad asaltó y pasó la primera hilera de casas. Yo estuve entre los primeros en entrar en la aldea. Había unos cuantos tipos conmigo, cada uno alentando a los otros a avanzar. En lo alto de la calle vi a un hombre con ropa de caqui que corría delante de mí. Pensé que era uno de los nuestros. Corrí tras él y le dije, «avance hasta esa casa». De repente se volvió, me apuntó con su fusil y disparó. Era un soldado iraquí. Fui alcanzado en el pie.
Milstein (1999), p. 262.

En referencia a la matanza de Deir Yassin, se dijo que «paradójicamente, los judíos dicen que unos 250 de los 400 habitantes de
la aldea resultaron muertos, mientras los árabes sobrevivientes dicen que sólo fueron 110 de 1.000». Un estudio de la Universidad de Bir Zeit, basado en discusiones con cada familia de la aldea, llegó a la cifra de 107 árabes civiles muertos y 12 heridos, además de 13 «combatientes», prueba que el número de muertos fue más pequeño de lo que se decía y que la aldea sí tenía tropas estacionadas allí. Otras fuentes árabes han sugerido subsecuentemente que el número puede haber sido incluso más bajo.
Por otro lado, luego de las batallas ocurridas en la aldea de Deir Yassín, las autoridades árabes exageraron y magnificaron las supuestas atrocidades e inventaron hechos de violaciones perpetrados por grupos paramilitares judíos con el objetivo de provocar la furia de los residentes árabes, pero el resultado no fue el esperado, ya que en cuanto los árabes palestinos oyeron las matanzas inventadas sobre Deir Yassín, huyeron del territorio por un temor infundado de que los judíos los exterminarían en cuanto los vieran:

"...Sin embargo, la organización [Irgún] cobró triste fama tras la matanza cometida contra civiles árabes en la aldea de Deir Yassin, en la cual, según el historiador israelí Benny Morris, perecieron entre 100 y 110 personas. Esta version pierde credibilidad ya que 50 años después de los sucesos de la Independencia de Israel Hazam Nusseibi, que trabajaba para el Palestine Broadcasting Service en 1948, reconoció que Hussein Khalidi, un líder árabe palestino, le dijo que fabricara las supuestas atrocidades. Abu Mahmud, un residente de Deir Yassín en 1948 le dijo a Khalidi "no hubo ninguna violación", pero Khalidi replicó, "tenemos que decir esto, para que los ejércitos árabes vengan a liberar a Palestina de los judíos". Nusseibi le dijo a la BBC 50 años después: "Éste fue nuestro mayor error. No nos dimos cuenta de cómo reaccionaría nuestro pueblo. Tan pronto como oyeron que las mujeres habían sido violadas en Deir Yassín, los palestinos huyeron aterrorizados"."

Los líderes árabes también realizaron recomendaciones o presiones para que los palestinos abandonaran el país durante la guerra, hallando razones políticas y militares para dicha actuación: 
Políticas: se trataba de demostrar al mundo entero; a las Naciones Unidas en primer lugar; que la partición era un error.
Militares: cuando los ejércitos árabes atacasen "lanzarían a los judíos al mar", frase que hizo fortuna y que significaba lisa y llanamente que los soldados árabes tenían orden de arrasar vidas y haciendas, de borrar todo vestigio de un Estado judío, para lo cual no debería haber población civil árabe de por medio.

## La visión tradicional palestina y de los nuevos historiadores israelíes

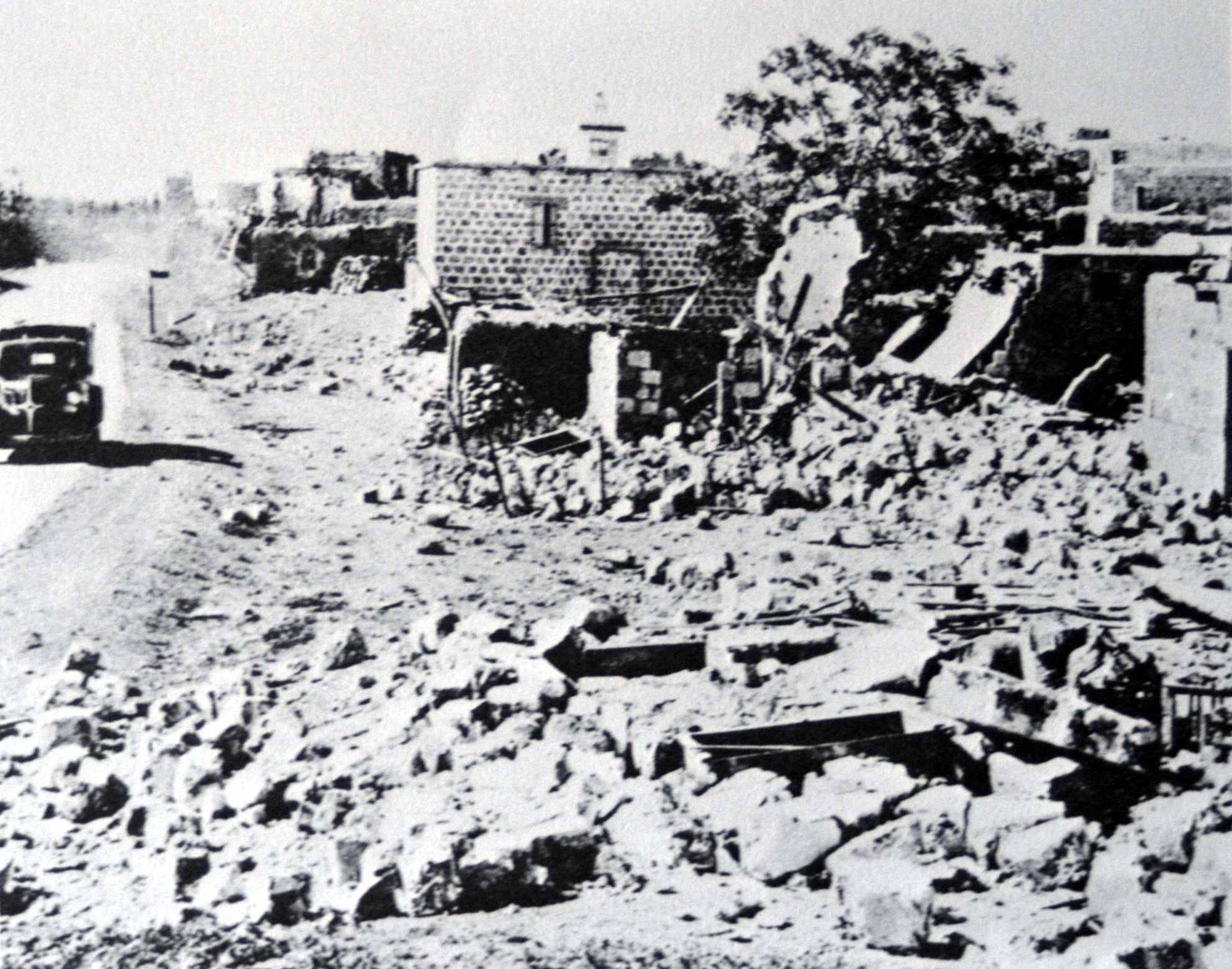
El pueblo de Sumeiriya, cerca de Acre, en 1948.

A mediados de los años ochenta, las FDI dieron acceso a un cierto número de documentos sobre los años de la guerra. Esto dio lugar a que un gran número de historiadores, en su mayoría israelíes, revisarán la llamada visión tradicional, con el trabajo pionero de Benny Morris, llegando a la conclusión de que los nuevos informes ponían en duda los argumentos de ésta. Fue así como surgieron los llamados Nuevos Historiadores. En este sentido, Morris (1995) observa:

La desclasificación de los archivos israelíes sobre cuestiones de estado durante la pasada década permite al historiador una nueva visión de los documentos del sionismo. Sin embargo, los documentos desclasificados no son suficientes, por no decir pura mendicidad (...) Entre los documentos más importantes se encuentran el diario de Yosef Weitz (1890-1972), David Ben-Gurión (1886-1973) y Yosef Nahmani (1891-1965), así como los protocolos de dos reuniones del gabinete israelí el 16 de junio de 1948 y el del Comité Político del Mapam del 11 de noviembre de 1948.
Morris (1995), p. 45

Algunos de los documentos desclasificados, como el diario de Yosef Weitz habían sido publicados con anterioridad, pero con diferencias significativas.
El historiador Nur Masalha (1988) cita textualmente:

Las nuevas fuentes de información hebreas e israelíes, basadas en las memorias de los participantes en la guerra de 1948 y en distintos archivos, se han puesto a la disposición del público recientemente y contradicen la versión oficial israelí sobre el éxodo de árabes en Palestina

Otros autores, como Kapeliouk (1987) consideran que:

A pesar de que la documentación en cuestión es incompleta (muchos documentos todavía se consideran ultra-secretos), ha sido suficiente para desmontar algunos de los mitos tanto de la opinión tradicional israelí como occidental
Kapeliouk (1987), p. 16

Morris (1995) es consciente él mismo de las limitaciones de su búsqueda bibliográfica. Considera que la base de la historiografía debe ser siempre los documentos. Sin embargo, es consciente que éstos deben ser tomados con cuidado y entendidos con cautela. Según él, siempre existirá una diferencia entre lo que fue escrito y la realidad, es decir, entre lo que se dijo y lo que ocurrió. Estas cautelas aún deben ser mayores si las fuentes de información provienen de testimonios orales largo tiempo después de los hechos. Por esta razón, su estudio se basa esencialmente en documentos de archivo (israelíes y de países occidentales) y recurre ocasionalmente a las entrevistas solo para ilustrar ambientes y sentimientos, pero nunca para establecer hechos.

### Sobre la buena voluntad de los líderes judíos
Respecto a este punto, Kapeliouk (1987) dice:

Los archivos del joven estado [israelí] no muestran la supuesta sed de paz con los árabes que éste prodigó públicamente.
Kapeliouk (1987), p.18

### La participación de los árabes palestinos en los acontecimientos tras la aprobación de la partición
Kapeliouk (1987) dice:

(...) A pesar de que los árabes palestinos se opusieran a la partición (...)[con la nueva documentación] está claro que muchos de ellos no participaron en los acontecimientos que tuvieron lugar tras la aprobación de la partición por la ONU en 1948. Varios documentos israelíes enfatizan este aspecto. El 15 de diciembre de 1947, Ben-Gurión escribió a Moshe Sharett, jefe del departamento político de la Agencia Judía (...) "la mayoría de los árabes palestinos no buscan la guerra contra nosotros". Muchos líderes árabes (...) habían llegado a acuerdos con sus vecinos judíos con el objetivo de evitar una conflagración
Nimrod (1984), p.9. Citado por Kapeliouk (1987), p. 17

### Las llamadas al éxodo por parte de los líderes árabes
En primer lugar, Khalidi y Childers, consideran falsa la acusación de que los líderes árabes hicieran llamamientos por radio a los árabes en Palestina para que dejaran sus tierras, es más, consideraron que esto había sido una estrategia de desinformación por parte de las autoridades israelíes. Los autores consideran que por parte israelí se manifestó el hecho que estas llamadas se hicieran mediante la radio puesto que los discursos de políticos árabes que señalan las fuentes israelíes no hubieran tenido ningún efecto sobre la población sin la radio, el único medio de comunicación de masas del momento. Los autores revisaron las retransmisiones de radio del año 1948 en Palestina, a partir de los archivos de la BBC en Chipre (el más importante archivo radiofónico palestino de la época). En ellos no encontraron una sola llamada al éxodo por parte de los líderes árabes y en cambio sí encontraron declaraciones de estos mismos líderes emplazando a la población árabe a quedarse en Palestina.
En relación con este tema, Kapeliouk (1987) dice:

Los portavoces de Israel han insistido siempre en que tanto los árabes como los palestinos incitaron a la población a que se marchara, y por lo tanto que Israel no tenía ninguna responsabilidad en materia de los refugiados palestinos. Sin embargo los documentos del estado revelan una historia distinta. Un documento del Alto Comité Árabe, el principal órgano de la comunidad árabe en Palestina, revela que los líderes árabes realizaban esfuerzos para impedir el éxodo palestino.
Kapeliouk (1987), p. 21. y Morris (1995), p. 51

En relación con los motivos que impulsaron el éxodo árabe, Kapeliouk (1987) cita un documento de 24 páginas del servicio de inteligencia militar judío (SHAI) en el que se dice:

El 70% de los árabes habían abandonado sus casas, en la primera ola del éxodo [hasta el 1 de junio de 1948], por las hostilidades cometidas por la Haganah, el Irgún y el grupo Stern [Lehi].
Kapeliouk (1987), p. 22

De acuerdo con el autor, esta primera ola de refugiados afectó a 400.000 personas. La segunda ola, entre junio y diciembre de 1948, afectó a 300.000. El autor concluye:

La principal razón del éxodo palestino fue el miedo a la expulsión y el asesinato por parte de los militares israelíes. En el caso de las expulsiones de 1949 (...) éstas fueron organizadas e implementadas por los gobernadores militares [israelíes], que por aquella época ya se habían instalado.
Kapeliouk (1987), p. 22

Sin embargo, según Morris (1986), el citado documento, si bien establece que fueron las operaciones las que provocaron el éxodo de la población árabe, no establece que esto fuera el resultado de una acción premeditada por parte de las FDI, sino más bien el resultado inesperado de las acciones militares de la guerra. Según Ya'acov Shimoni, el director del Departamento de Asuntos para Medio Oriente del Ministerio de Asuntos Exteriores en 1948, las conclusiones de Morris eran correctas. El propio Morris afirma sobre la supuesta llamada de los líderes árabes a la evacuación: 

"No he encontrado pruebas de la época que demuestren que ninguno de los líderes de los países árabes ni el muftí ordenaran o alentaran directamente el éxodo de masas que se verificó en abril. Puede que valga la pena señalar que durante décadas la política de los líderes palestinos ha sido aferrarse al suelo de Palestina y resistirse a la expulsión y desplazamiento de las comunidades árabes".

Añadiendo más adelante: 

"No hay pruebas de que los Estados árabes ni el Alto Comité Árabe (ACA) desearan un éxodo en masa o hicieran llamamientos a los palestinos para que abandonaran sus hogares (aunque los habitantes de determinadas poblaciones, en ciertas áreas, recibieron las órdenes de los comandantes árabes de abandonarlos, principalmente por razones estratégicas".

### Las masacres de Deir Yassin
Nur Masalha, profesor en la St Mary's University, Twickenham, considera que la mayor parte de historiadores israelíes actuales aceptan el rol de la masacre de Deir Yassin, aunque no su intencionalidad, en precipitar el éxodo árabe. Sin embargo, la mayor parte de estos historiadores considera que las atrocidades fueron cometidas por los disidentes del Lehi e Irgún, exonerando así a la Haganah de Ben-Gurión de toda responsabilidad. En opinión del autor:

Este punto de vista ha sido puesto en duda por una fuente reciente, el jefe de inteligencia de la Haganah en Jerusalén, Yitzaq Levi,  quién dijo que la matanza se produjo con el consentimiento del alto comando de la Haganah de Jerusalén, David Shaltiel. Es más, los documentas desclasificados muestran que Deir Yassin fue una sola entre otras matanzas en otros pueblos que habían obtenido acuerdos de no agresión con la Haganah (...) Este hecho confirma la hipocresía de la Haganah, quién púbicamente condenó los hechos pero participó en su organización.
Masalha (1988), p.121

Masalha dice más adelante:

Los archivos desclasificados muestran también que la política de evacuación de la población árabe por parte de la Haganah en la costa entre Haifa y Tel-Aviv se produjo a partir de 1947 (...) Pero existen documentos que muestran que las agresiones de la Haganah se desarrollaron tan pronto como en 1946, en el llamado Plan Dalet.
Masalha (1988),p.124

En este sentido, Kapeliouk (1987) dice:

Los pactos entre judíos y árabes no impidieron que los árabes sufrieran la expulsión y masacre por parte judía (...) Sin embargo, la mayor parte de documentos sobre estos hechos se mantienen bajo llave, con el pretexto de que su publicación podrían dañar los intereses nacionales (...) Benny Morris solicitó al Tribunal Supremo su apertura para el estudio de las masacres de 1948 pero su petición fue rechazada en 1986 (..)
Kapeliouk (1987), p. 17

### Las masacres de al-Damaymah y otras atrocidades
La masacre de al-Damaymah salió a la luz solamente trenta y seis años después de que sucediera, en dos artículos en el periódico Hadashot (24 y 26 de agosto de 1984) publicados por una periodista israelí, Yeolla Har-Shefi. Ben-Gurión en sus Diarios de Guerra cita el episodio mencionando al jefe del gobierno militar, General Elimelekh Avner, quien le había informado de que ciertos rumores indicaban que las tropas israelíes habían asesinado a "70-80 personas". Ben-Gurión admitió la investigación del suceso por parte de Hayim Moshe Shapira, sin embargo el documento producido por este se mantiene en secreto tras la decisión ministerial de Isaac Rabin, Moshe Arens, Avraham Sharir y la Corte Suprema Israelí.

### El rol de la Haganá y la Palmach
Según Masalha:

El resultado más importante de la desclasificación de documentos es que permiten evaluar hasta qué punto la Haganah-Palmach y las FDI se involucraron en los actos que tuvieron lugar en 1948 (...) los documentos permiten analizar la participación del alto comandante de la Palamach, Yigal Allon, (...) en la evacuación de cientos de pueblos árabes en la zona de Galilea en la primavera de 1948
Sefer HaPalmach, vol. 2, p. 281-285. Citado por Masalha (1988), p. 131

En otra ocasión, Masalha cita:

Allon, Ben-Gurión y el jefe de equipo de las FDI fueron responsables directos de la evacuación forzada de los pueblos de Falujah y al-Majdal entre 1949 y 1951
Morris (1987), p. 102-105, 120-124. Citado por Masalha (1987), p.131

En el diario de Yosef Weitz, recogido por Morris (1995) se señala la participación de la Haganá en la expulsión de árabes de Palestina. Tras las demandas de varios vecinos hebreos en una zona cercana a Haifa, Weitz pidió a la Haganah de tomar cartas en el asunto, Morris destaca las siguientes palabras en el diario:

Le pedí al comandante [de la Haganah] del lugar y a [Mordechai] Shachevitz [el agente de compras de territorio de Weitz] de tomar cartas en el asunto rápidamente
CZA. ,4246-13, p. 2354. Citado por Morris (1995), p. 47

Unas semanas más tarde Shachevitz informó a Weitz de que la mayor parte de beduinos de la zona habían sido expulsados. Similares actuaciones recogidas en el diario de Weitz provocaron la expulsión del valle de Zevulun y en el de Bet She'an.
En el diario de Yosef Nahmani, Morris (1995) le atribuye el siguiente texto, escrito el mismo día en que el autor cuenta el ataque de la Haganah (Palmah) en el pueblo de al-Husayniyya la noche del 16 de marzo, en la que docenas de árabes fueron asesinados:

Como jefes de la seguridad [la Haganah en el Este de Galilea], estaban hombres sin contemplaciones por la muerte y cuyos únicos pensamientos versaban sobre acciones militares (...) se reían acerca de la necesidad de mantener buenas relaciones con los árabes (...) simplemente creían que debían vencer y que posteriormente las cosas se solucionarían por si solas
Diario de Nahmari, 22 de marzo de 1948. Citado por Morris (1995), p. 53

En los últimos días antes de la conquista hebrea de Tíberias (por aquel entonces de mayoría árabe) entre el 16 y 18 de abril, Nahmani escribe sobre el rechazo de la Haganah a cualquier negociación y su ataque en el pequeño pueblo vecino de Khirbat Nasir al-Din, en la que civiles árabes, incluyendo niños, fueron asesinados. Ninguno de estos acontecimientos fueron publicados en la versión de Weitz del diario de Nahmani. Según Morris (1995), Nahmani escribe "La vergüenza cubre mi rostro, me gustaría escupir en la ciudad y marcharme".
Otra parte del texto del diario de Nahmani que no recoge la publicación de Weitz narra los hechos acaecidos entre el 29 y el 31 de octubre de 1948. Las FDI (sucesor de la Haganah), en lo que se conoció como la Operación Hiram, conquistaron el último gran rincón de Galilea en manos árabes. La operación se caracterizó por una serie de atrocidades cometidas contra la población. El 6 de noviembre, Nahmani describía como los habitantes árabes habían levantado la bandera blanca en señal de rendición y los soldados los separaron en grupos de hombres y mujeres, ataron las manos a 56 campesinos, les dispararon y los enterraron en una fosa. Posteriormente violaron a varias mujeres. En los pueblos de Eilaboun y Farradiya, cuando los habitantes de los pueblos se quejaron de su expulsión, los soldados comenzaron a abrir fuego y después de matar a unas 30 personas, les llevaron hacía el Líbano. En Saliha, Nahmani cuenta como los soldados volvieron a abrir fuego contra alrededor de 60 o 70 personas y añade:

De dónde surgía tal desproporcionada crueldad, como los nazis? (...) No existe forma más humana de expulsar a los habitantes que ésta (...)?
Diario de Nahmani, 6 de noviembre de 1948. Citado por Morris (1995), p. 54.

### El impedimento del retorno de los refugiados
Masalha cita:

En la segunda mitad de 1948, los movimientos socialistas de los kibbutzs (...) estaban al frente de las campañas, promocionando las políticas oficiales de bloquear el regreso de los refugiados palestinos. La conspiración del silencio sobre el rol de los comandantes de la izquierdista Haganah-Palmach se explica por los beneficios enormes que el sionismo socialista obtendría por la creación de zonas libres de árabes en el Estado judío (...) Los documentos desclasificados muestran que un gran número de comandantes de la Haganah-Palmach FDI tomaron parte en las órdenes de expulsión de árabes de zonas rurales (...) Contrariamente a la política oficial, los documentos muestran que los miembros de estas organizaciones actuaron de manera brutal en estas acciones
Masalha (1988), p. 132

Kapeliouk (1987) dice que Ben-Gurión se opuso a que los israelíes se involucraran en solventar el problema de los refugiados palestinos, considerando que el problema se solucionaría con el tiempo. Cita un documento del Ministerio de Asuntos Exteriores israelí:

Los refugiados [palestinos] encontrarán su sitio en la diáspora. Los que puedan resistir vivirán gracias a la selección natural, los otros simplemente morirán. Algunos persistirán, pero la mayoría se convertirán en basura humana, la escoria de la tierra y se hundirán en los niveles más bajos del mundo árabe.
Archivos del Estado de Israel, Ministerio de Asuntos Exteriores, No. 2444/19. Citado por Kapeliouk (1987), p.21.

### Sobre los planes de expulsión de los árabes
Masalha dice:

El proceso de desplazar a agricultores árabes comenzó tan pronto como en los años veinte, y culminó en 1948, cuando los esquemas de transferencia obligatorio se hicieron obligatorios. Los comités de transferencia se establecieron durante la guerra con la aprobación de Ben-Gurión y la participación de sus aliados más cercanos
Masalha (1988), p. 133

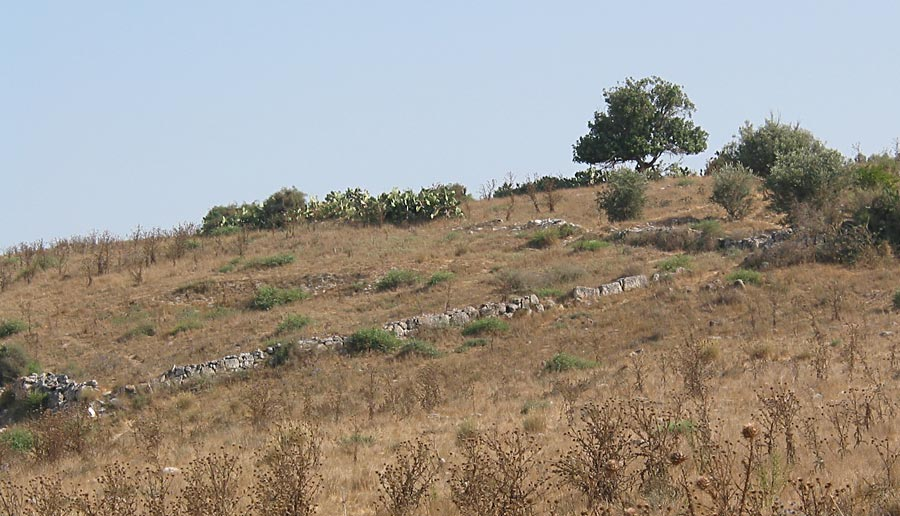
Ruinas abandonadas del pueblo de Bayt Jibrin.

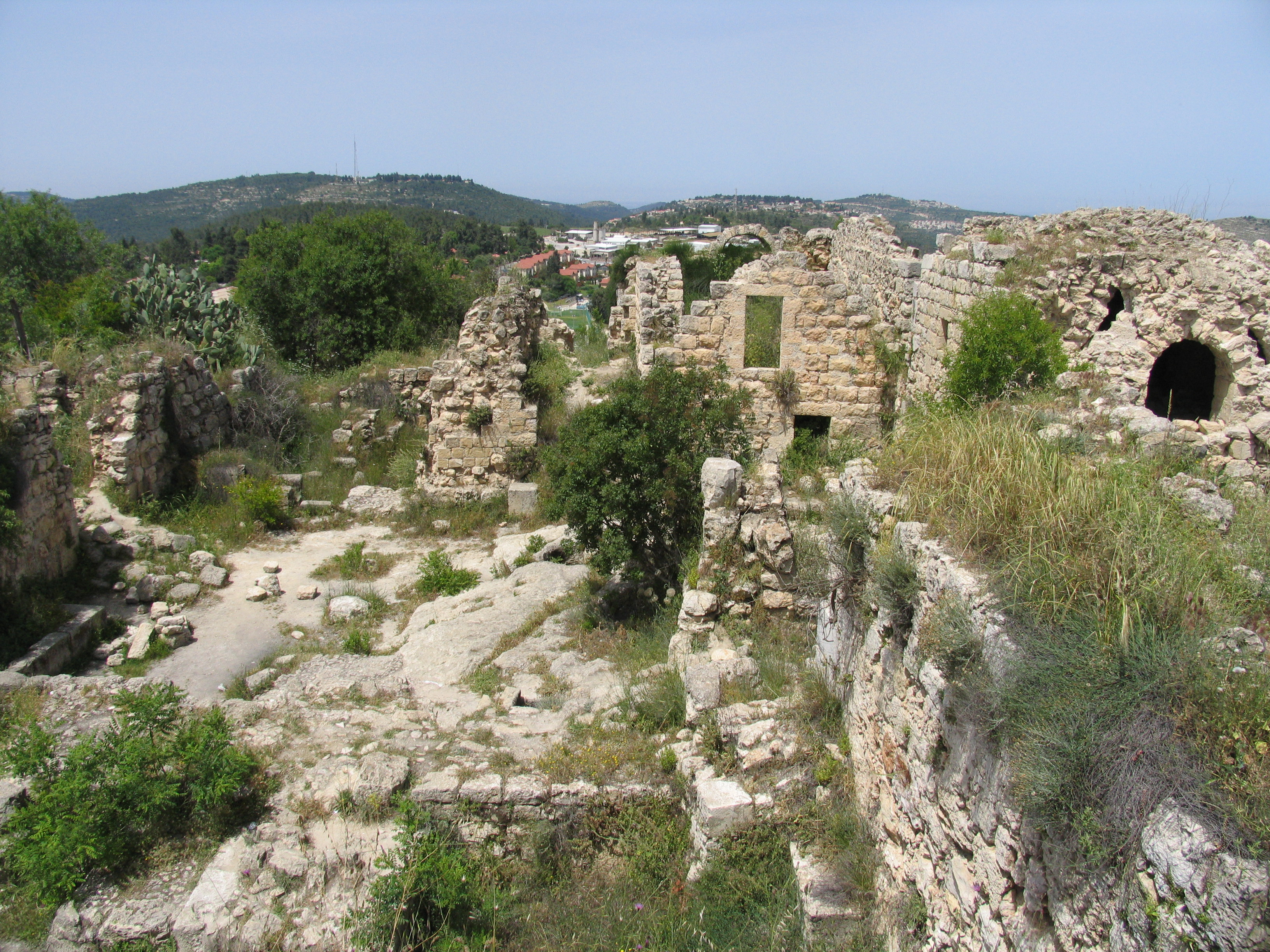
Ruinas del pueblo palestino de Suba, cerca de Jerusalén, al fondo se puede observar el Kibbutz Zova, que fue construido en las tierras del pueblo.

Morris (1995) cita el diario de Weitz que recoge la participación de este en un Comité de Transferencia que él mismo había fundado en mayo y que presidió. Este comité tenía como objetivo asegurarse de que los árabes que habían abandonado sus tierras no pudieran volver, así como facilitar que se marcharan. El comité funcionaba como un grupo de presión hacia el gabinete de ministros, la burocracia gubernamental e incluso las FDI. Al mismo tiempo, el comité organizaba acciones destinadas a promover estos objetivos, como la destrucción de los pueblos árabes abandonados. Sin embargo, a pesar de la insistencia por parte de Weitz en el reconocimiento de su comité, Ben-Gurión rechazó acordárselo. A pesar de estar de acuerdo con sus objetivos y actividades, el líder hebreo rechazaba que el estado judío fuera asociado con las políticas de expulsión.
De acuerdo con el diario de Weitz recogido por Morris (1995), este y Ben-Gurión se reunieron el 5 de junio, día en que Weitz le presentó un memorándum de tres páginas con título "Transferencia retroactiva, esquema para la solución de la cuestión árabe en el Estado de Israel". En este documento se señalaba que el Comité de Transferencia propuso medidas diseñadas para bloquear el regreso de los refugiados árabes, facilitar el establecimiento de éstos en países árabes y fomentar la emigración de los árabes que aún se encontraban en Palestina. Entre las medidas se encontraban: la destrucción de pueblos árabes, el impedimento de la agricultura de los árabes, la renovación de asentamientos y el establecimiento de judíos en éstos, el uso de la propaganda para impedir el retorno de los refugiados, así como la compra de territorios de árabes que desearan marcharse. En su diario, Weitz cita que Ben-Gurión aprobó estas medidas. Sin embargo, en el diario de Ben-Gurión no existe cita alguna a estos comités de transferencia.

### Manipulación de los textos de líderes hebreos
Aparte de más arriba cuando habla del texto de Weitz, Morris (1995) se refiere al diario de Yosef Nahmani y de cómo el texto basado en este diario, que fue publicado por Weitz con el título "Yosef Nahmani, Ish Hagalil" (Yosef Nahmani, hombre de Galilea), no contenía ciertas partes del original. Según Morris, Weitz "omitió partes de gran trascendencia y modificó otras de una forma claramente guiada por motivos políticos y propagandísticos".

## Ley de la Nakba
El Parlamento de Israel aprobó el 22 de marzo de 2011, por 37 votos a favor y 25 en contra, una nueva legislación -conocida como Ley de la Nakba- propuesta por el partido de extrema derecha Israel Nuestro Hogar que penaliza la celebración de la Nakba con multas a autoridades que financien u organicen eventos para conmemorar esa fecha. La Nakba se conmemora el 15 de mayo -fecha de creación del estado de Israel-. Los partidos de izquierdas consideran la ley antidemocrática y restrictiva con la libertad de pensamiento y expresión.

## Negacionismo de la Nakba
La negación de la Nakba es una forma de negacionismo histórico relacionado con la expulsión y huida palestina de 1948 y sus efectos acompañantes, a la que los palestinos se refieren colectivamente como la "Nakba" (lit. 'catástrofe'). Los supuestos subyacentes de la negación de la Nakba citados por los académicos pueden incluir la negación de la violencia históricamente documentada contra los palestinos, la negación de una identidad palestina distinta, la idea de que Palestina era una tierra estéril y la noción de que el despojo palestino era parte de transferencias mutuas entre árabes y judíos justificadas por la guerra.
Algunos historiadores dicen que la negación de la Nakba se ha convertido en un componente central de las narrativas sionistas, y fue facilitada en gran medida por la historiografía israelí temprana. A partir de la década de 1980, los Nuevos Historiadores, trabajando a partir de archivos desclasificados, presentaron relatos históricos que desafiaban la negación de la Nakba y también surgieron volúmenes significativos de literatura judía israelí que arrojaron más luz sobre el período. En 1998, Steve Niva, editor del Middle East Report, utilizó el término "negación de la Nakba" para describir cómo el auge de Internet en sus inicios condujo a narrativas en línea que competían entre sí sobre los eventos de 1948. Zochrot, una organización israelí sin fines de lucro, ha tenido como objetivo conmemorar la Nakba a través de la acción directa.